# Orientit
Orientit ist ein sehr selten vorkommendes Mineral aus der Mineralklasse der „Silikate und Germanate“. Es kristallisiert im orthorhombischen Kristallsystem mit der chemischen Zusammensetzung Ca8Mn3+10[(OH)10|(SiO4)3|(Si3O10)3]·4H2O, ist also ein wasserhaltiges Calcium-Mangan-Silikat mit zusätzlichen Hydroxidionen. Strukturell gehört es zu den Gruppensilikaten.
Orientit ist durchsichtig bis durchscheinend und entwickelt nur kleine, dünntafelige bis prismatische oder pseudohexagonale Kristalle bis etwa einen Millimeter Größe, die meist in radialstrahligen oder rosettenförmigen Mineral-Aggregaten angeordnet sind. Seine Farbe variiert zwischen Rötlich-Braun, Schokoladenbraun und Braun-Schwarz, und seine Kristallflächen weisen einen fettähnlichen Glanz bis schwachen Metallglanz auf.

## Etymologie und Geschichte
Erstmals entdeckt wurde Orientit 1920 an verschiedenen Stellen in den Manganerz-Lagerstätten etwa 10 km südlich von Bueycito und nahe Banes in der ehemaligen kubanischen Provinz Oriente (heute eine aus fünf Provinzen bestehende Region). Beschrieben und publiziert wurde das Mineral ein Jahr später durch Donnel Foster Hewett (1881–1971) und Earl V. Shannon, die es nach seinem Fundgebiet benannten.
Typmaterial des Minerals wird im National Museum of Natural History in Washington, D.C. (Register-Nr. 93819) und im Natural History Museum in London (1923,1029) aufbewahrt.

## Klassifikation
In der veralteten 8. Auflage der Mineralsystematik nach Strunz gehörte der Orientit zur Mineralklasse der „Silikate“ und dort zur Abteilung „Gruppensilikate (Sorosilikate)“, wo er gemeinsam mit Ardennit in der „Ardennit-Orientit-Gruppe“ mit der Systemnummer VIII/B.19 steht.
In der zuletzt 2018 überarbeiteten Lapis-Systematik nach Stefan Weiß, die formal auf der alten Systematik von Karl Hugo Strunz in der 8. Auflage basiert, erhielt das Mineral die System- und Mineralnummer VIII/C.34-070. Dies entspricht der Klasse der „Silikate“ und dort der Abteilung „Gruppensilikate“, wo Orientit zusammen mit Alpeit, Ardennit-(As), Ardennit-(V), Arsenmedait, Braccoit, Cassagnait, Lavoisierit, Medait, Saneroit, Scheuchzerit und Tiragalloit eine unbenannte Gruppe mit der Systemnummer VIII/C.34 bildet.
Die von der International Mineralogical Association (IMA) zuletzt 2009 aktualisierte 9. Auflage der Strunz’schen Mineralsystematik ordnet den Orientit in die Klasse der „Silikate und Germanate“ und dort in die Abteilung „Gruppensilikate (Sorosilikate)“ ein. Hier ist das Mineral in der Unterabteilung „Gruppensilikate mit Si3O10, Si4O11 usw. Anionen; Kationen in oktaedrischer [6]er- und/oder größerer Koordination“ zu finden, wo es als einziges Mitglied eine unbenannte Gruppe mit der Systemnummer 9.BJ.05 bildet.
In der vorwiegend im englischen Sprachraum gebräuchlichen Systematik der Minerale nach Dana hat Orientit die System- und Mineralnummer 58.03.01.02. Das entspricht der Klasse der „Silikate“ und dort der Abteilung „Gruppensilikate: Insulare, gemischte, einzelne und größere Tetraedergruppen“. Hier findet er sich innerhalb der Unterabteilung „Gruppensilikate: Insulare, gemischte, einzelne und größere Tetraedergruppen mit insularen Einzel und Tripelgruppen (n=1,3)“ in der „Ardennitgruppe“, in der auch Ardennit-(As) und Ardennit-(V) eingeordnet sind.

## Kristallstruktur
Orientit kristallisiert isotyp mit Ardennit im orthorhombischen Kristallsystem in der Raumgruppe P2mm (Raumgruppen-Nr. 25, Stellung 2) mit den Gitterparametern a = 9,04 Å; b = 6,09 Å und c = 19,03 Å sowie eine Formeleinheit pro Elementarzelle.
Die Kristallstruktur von Orientit besteht in Richtung der c-Achse aus einem regelmäßigen Wechsel zweier verschiedener Baugruppen. Die eine Baugruppe besteht aus (SiO4)-, (Si3O10)- und (MnO6)-Gruppen und die andere aus (Si3O10)- und Wassermolekülen (H2O). Die Hohlräume werden von Calcium-Kationen ausgefüllt und sind ihrerseits mit je sieben Sauerstoffatomen verbunden.

## Bildung und Fundorte

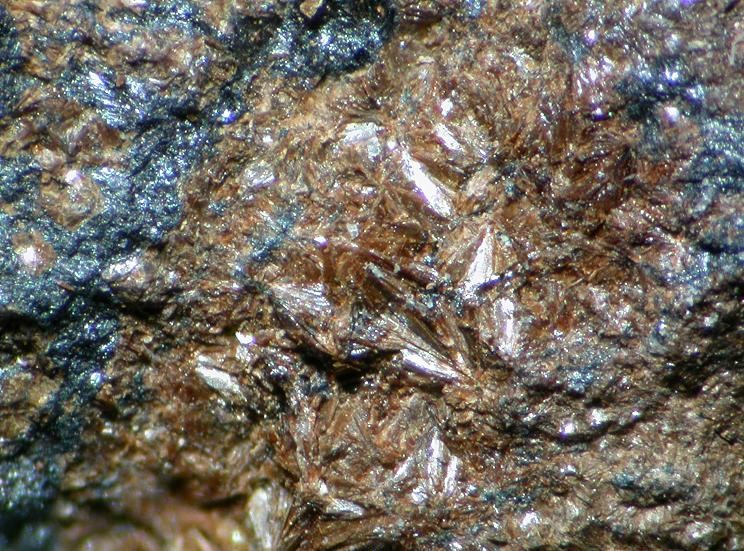
Orientit aus der Mangangrube, Copper Harbor, Keweenaw County, Michigan, USA (Sichtfeld: 8 mm)

An seiner Typlokalität in der Provinz Oriente fand sich das Mineral in manganhaltigen Erzkörpern in Latit- und Andesit-Tuffen sowie in vulkanischen Agglomeraten und Kalkstein, wo es in Paragenese mit Baryt, Calcit, Manganit, Neotokit, Pyrolusit, Quarz und Todorokit auftrat.
In der Mangangrube bei Copper Harbor im Keweenaw County des US-Bundesstaates Michigan entstand Orientit zudem durch Verdrängung von Calcit in Basalt-Klüften und -Linsen zusammen mit Braunit und Manganit.
Daneben fand sich das Mineral bisher (Stand 2013) nur noch in der „Lanqiao Mine“ bei Liancheng in der chinesischen Provinz Fujian, in der „Cerchiara Mine“ bei Borghetto di Vara in der italienischen Region Ligurien, in der „Wakasa Mine“ in der Unterpräfektur Okhotsk auf der japanischen Insel Hokkaidō, in der Höhle der Riesenkristalle (cueva de los cristales) in der Mine von Naica in Mexiko, in der „Wessels Mine“ bei Hotazel im Mangan-Erzfeld der südafrikanischen Kalahari-Wüste und im Steinbruch 4 der „Gouverneur Talc Company“ Harrisville im Lewis County des US-Bundesstaates New York.